# Amager Fælled
Amager Fælled är ett naturreservat i Danmark. Det ligger i Köpenhamns kommun i Region Hovedstaden.